# Carlos Barredo
Carlos Barredo Llamazales (Oviedo, Asturias, 5 de junio de 1981) es un exciclista español retirado del pelotón internacional desde diciembre de 2012. A pesar de nacer en la capital asturiana, reside desde niño en Gijón.

## Biografía
Barredo se formó como ciclista de base en el equipo gijonés Estel Las Mestas y debutó como profesional de la mano de Manolo Saiz en 2004 en el conjunto Liberty Seguros. Durante su carrera como ciclista profesional, ha corrido en los equipos Liberty Seguros y Liberty Seguros - Würth, Quick Step - Innergetic y Rabobank.
Entre sus éxitos como profesional destacan 1 etapa de la Vuelta a Asturias 2004, 1 etapa del Tour Down Under 2006, 1 etapa de la París-Niza 2008, La Clásica de San Sebastián 2009, y la 15.ª etapa de la Vuelta a España 2010, con final en los Lagos de Covadonga. Su mejor clasificación en una vuelta grande, fue un décimo puesto en la Vuelta a España 2007. 
En el año 2012 finalizaría su carrera como ciclista profesional. Su equipo por entonces, el Rabobank, le apartó del equipo cautelarmente el 18 de octubre de 2012, tras conocerse que la UCI había solicitado la apertura de un procedimiento disciplinario al ciclista por haber violado aparentemente las normas antidopaje, basándose en anomalías que el asturiano presentaba en su pasaporte biológico. En diciembre de ese año, anunció su retirada como ciclista tras no conocerse una resolución definitiva del caso. Finalmente, el 12 de julio de 2014 la UCI le impuso una sanción de dos años (aunque ya estaba retirado) y anulando todos sus resultados deportivos desde el 26 de octubre de 2007 hasta el 24 de septiembre de 2011.
Carlos Barredo destacó por ser uno de los grandes rodadores del pelotón, demostrando siempre su combatividad en numerosas escapadas. También era un buen contrarrelojista realizando buenos puestos en prólogos de diferentes competiciones, y destacó como corredor de grandes clásicas.

## Palmarés
2004
- 1 etapa de la Vuelta a Asturias

2006
- 1 etapa del Tour Down Under

## Resultados en Grandes Vueltas y Campeonatos del Mundo
| Carrera         | Carrera         | 2004 | 2005 | 2006 | 2007 | 2008 | 2009 | 2010 | 2011 | 2012 |
| --------------- | --------------- | ---- | ---- | ---- | ---- | ---- | ---- | ---- | ---- | ---- |
|                 | Giro de Italia  | —    | —    | —    | —    | —    | —    | —    | —    | —    |
|                 | Tour de Francia | —    | —    | —    | 42.º | 89.º | 63.º | 41.º | 35.º | —    |
|                 | Vuelta a España | —    | —    | 42.º | 10.º | Ab.  | Ab.  | 43.º | 45.º | —    |
| Mundial en Ruta | Mundial en Ruta | —    | —    | —    | Ab.  | —    | Ab.  | Ab.  | —    | —    |

—: no participa

Ab.: abandono

## Equipos
- Liberty Seguros/Würth Team/Astana (2004-2006)
  - Liberty Seguros (2004)
  - Liberty Seguros-Würth Team (2005-2006) (hasta mayo)
  - Würth Team (2006) (hasta junio)
  - Astana (2006)
- Quick Step (2007-2010)
  - Quick Step-Innergetic (2007)
  - Quick Step (2008-2010)
- Rabobank (2011-2012)